# Eidmannella pallida
Eidmannella pallida (лат.) — вид мелких пауков рода Eidmannella из семейства пауков-нестицидов (Nesticidae). Космополитный вид. В Европе отмечен на некоторых юго-западных островах: Балеарские острова, Канарские острова (Испания), Азорские острова и Мадейра (Португалия).

## Описание
Длина самцов от 2,2 до 3,5 мм (самки крупнее — до 4 мм). Основная окраска тела серовато-коричневая (без узора), ноги и стернум светло-жёлтые.
Вид Eidmannella pallida был впервые описан в 1875 году американским арахнологом Джеймсом Генри Эмертоном (James Henry Emerton, 1847—1931) под первоначальным названием Nesticus pallida Emerton, 1875. Таксон Eidmannella pallida включён в состав рода Eidmannella Roewer 1935 (вместе с американскими таксонами Eidmannella bullata Gertsch, 1984, Eidmannella delicata Gertsch, 1984, Eidmannella nasuta Gertsch, 1984 и другими).